# Gabriel Lundberg
Gabriel Ifeanyi "Iffe" Lundberg (Copenhague, 4 de diciembre de 1994) es un baloncestista danés que pertenece a la plantilla del KK Partizan de la ABA Liga y Euroliga. Con 1,93 metros de estatura, juega en la posición de escolta.

## Trayectoria deportiva

### Europa
Formado en el Copenhague Wolfpack de su país, en el que jugaría durante dos temporadas (2013-2015).
Más tarde, jugaría durante dos temporadas (2015-2017) en el equipo de la ciudad de Horsens. En la temporada 2016-17 forma parte de la primera plantilla del Horsens IC, en el que promedia 14,5 puntos, 4,6 rebotes y 4,2 asistencias.
En julio de 2017 fichó por el ICL Manresa de la Liga LEB Oro, que consiguió el ascenso a la Liga ACB al final de la temporada.
Tras dos temporadas en el conjunto catalán, en julio de 2019 se compromete por dos temporadas más otra opcional con el Iberostar Tenerife.
En julio de 2020, firma con el Stelmet Zielona Góra de la Polska Liga Koszykówki.
El 10 de febrero de 2021, firma por el CSKA Moscú de la VTB United League.
El 20 de junio de 2024 fichó un contrato de dos temporadas con el KK Partizan de la ABA Liga.

### NBA
El 12 de marzo de 2022, los Phoenix Suns firmaron a Lundberg con un contrato dual por el resto de la temporada 2021-22. El 4 de abril, tras debutar, se convirtió en el primer jugador danés en jugar en la liga.

## Estadísticas de su carrera en la NBA

### Temporada regular
| Año     | Equipo  | PJ | PT | MPP  | %TC  | %3P  | %TL | RPP | APP | ROB | TPP | PPP |
| ------- | ------- | -- | -- | ---- | ---- | ---- | --- | --- | --- | --- | --- | --- |
| 2021-22 | Phoenix | 4  | 0  | 11.0 | .263 | .375 | —   | 1.8 | 2.8 | .8  | .0  | 3.3 |
| Total   | Total   | 4  | 0  | 11.0 | .263 | .375 | —   | 1.8 | 2.8 | .8  | .0  | 3.3 |